# Linn 9000
Pour les articles homonymes, voir Linn.

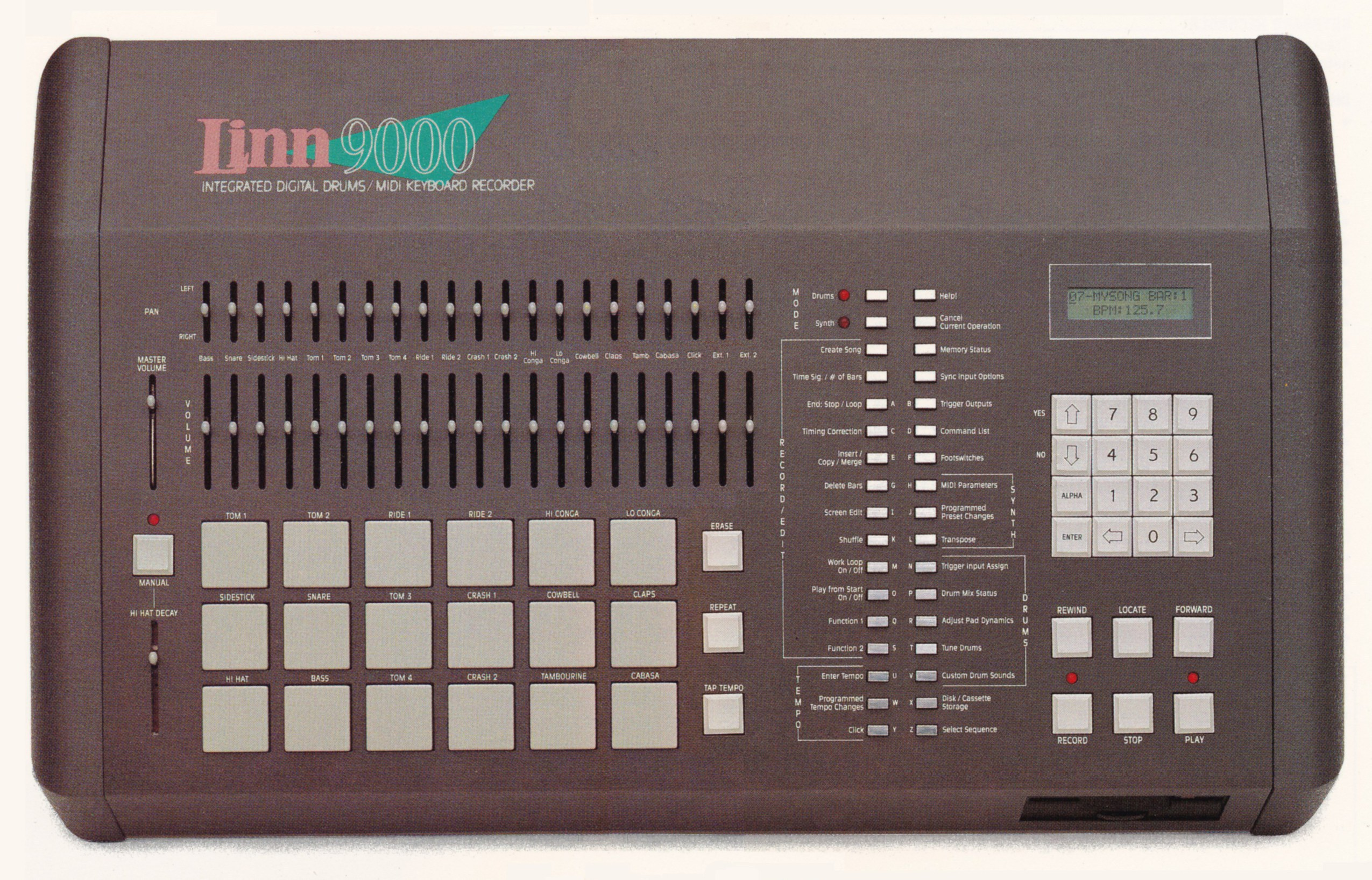
Linn 9000

Le Linn 9000 est un instrument de musique électronique fabriqué par Linn Electronics en tant que successeur du LinnDrum. Il a été introduit en 1984 au prix de 5 000 $, (7 000 $ entièrement développée) et a été produit à environ 1 100 unités.
Il combine le séquençage MIDI et l'échantillonnage audio (en option) avec un ensemble de 18 pads sensibles à la vélocité et à la pression, pour produire un instrument optimisé pour une utilisation en tant que boîte à rythmes. Il est doté d'une décomposition programmable du charleston, de 18 sons de batterie numériques, d'une section de mixage, de 18 sorties 1/4" individuelles, d'un écran LCD, de 6 entrées de déclenchement externes et d'un lecteur de disquettes interne (en option). Le Linn 9000 présentait des caractéristiques innovantes et révolutionnaires et allait influencer de nombreuses conceptions futures de boîtes à rythmes. Mais les bogues chroniques du logiciel, lui ont valu une réputation de non-fiabilité et ont contribué à la disparition de Linn Electronics,.
Le Linn 9000 a été utilisée pour de nombreux enregistrements tout au long des années 1980, notamment des succès internationaux tels que "Automatic" de The Pointer Sisters, "You Think You're a Man", "Give It Up", "I'm So Beautiful", "Show Me Around" et "T Shirts and Tight Blue Jeans" de Divine et "Together Forever" de Rick Astley.
Le Linn 9000 allait connaître une nouvelle vie lorsque Forat Music and Electronics racheta les actifs restants de Linn, corrigea tous les bugs, ajouta de nouvelles fonctionnalités et la baptisa Forat F9000.

## Histoire
Le Linn 9000 a été la première tentative de Roger Linn de créer une station de travail intégrée pour l'échantillonnage, le séquençage et l'interface MIDI, mais elle a connu des problèmes dès le début,. Sur les premiers modèles, l'alimentation chauffait trop le processeur et devait être remplacée sous garantie.
Le système d'exploitation original de la Linn 9000 comportait de nombreux bogues et il était fréquent que la machine se bloque et perde des données. Le système d'exploitation était principalement écrit dans un langage de programmation de haut niveau ésotérique appelé FORTH, avec un peu de langage machine. Dans les premières versions, une partie du code FORTH produisait des retards inacceptables dans les fonctions de l'interface utilisateur et était réécrite en langage machine. Linn a tenté de déboguer, de réécrire et d'améliorer le système d'exploitation, mais il était limité par la segmentation de l'espace mémoire de 64K du microprocesseur Intel 8088 qui ne laissait aucune place pour de nouvelles fonctionnalités. La poursuite du développement du logiciel a été abandonnée.
Le système d'exploitation défectueux Linn 9000 a également été utilisé dans le LinnSequencer, un séquenceur MIDI matériel 32 pistes monté en rack, introduit par Linn Electronics en 1985.
En conséquence, les deux machines ont acquis la réputation d'être notoirement peu fiables. Le successeur de la Linn 9000, le LinnDrum Midistudio, qui aurait utilisé le même système d'exploitation, n'a jamais été commercialisé.
Ces problèmes ont contribué à la disparition de Linn Electronics en 1986,, mais Linn s'est fortement inspiré de la Linn 9000 et du Sequential Circuits Studio 440 pour concevoir l'Akai MPC60, sorti en 1988.
Forat Music and Electronics a acheté les actifs de Linn Electronics, recréant le Linn 9000 avec un système d'exploitation stable et sans bogue, la commercialisant sous le nom de Forat F9000 en 1987.

## Caractéristiques
Le Linn 9000 possède dix-huit sons de batterie 8 bits 11 kHz ~ 37 kHz échantillonnés numériquement : basse, caisse claire, sidestick, hihat, deux cymbales crash, deux cymbales ride, quatre toms, cabasa, tambourin, congas hautes et basses, cloche à vache et clap. La Linn 9000 a connu de nombreuses premières,. En plus d'être la première boîte à rythmes à intégrer un séquenceur MIDI, c'était la première boîte à rythmes avec des sons personnalisés, une capacité d'échantillonnage (en option), un lecteur de disquettes (en option) et un écran LCD.
Le déclin programmable du charleston est une caractéristique unique qui offre sept positions de charleston ouvert en plus du charleston fermé, permettant des performances subtiles et expressives.
L'élément le plus distinctif du Linn 9000 est constitué de 18 grands coussins en caoutchouc (1,25 pouce carré) sensibles à la vitesse et à la pression. La pression des pads est utilisée pour la fonction de répétition des notes. Si vous maintenez la correction de timbre et appliquez une pression continue sur un pad en mode d'enregistrement, cette note est automatiquement répétée à la valeur de note définie par la correction de timbre. Le niveau de vélocité (volume) de chaque note répétée est déterminé par la quantité de pression appliquée au moment où la note est jouée. Des pads en caoutchouc similaires seront utilisés sur de nombreuses boîtes à rythmes et contrôleurs ultérieurs, notamment le Akai MPC60 et le Akai MPC4000.

### Caractéristiques standard
- Séquenceur matériel MIDI 32 pistes
- 18 échantillons numériques de sons de batterie
- 18 pads en caoutchouc sensibles à la vélocité et à la pression
- Répétition des notes
- Décroissance programmable du charleston à 8 positions
- Une section de mixage offrant un contrôle en temps réel du volume, de l'accord et du panoramique.
- 18 curseurs et potentiomètres de panoramique intégrés
- 18 sorties 1/4" individuelles
- Ecran LCD rétro-éclairé
- Aide en ligne
- Interface cassette : entrée micro, entrée ligne, sortie ligne.
- 6 entrées de déclenchement externes (extensibles à 12)

### Caractéristiques optionnelles
- 12 entrées de déclenchement externes (6 standard)
- Lecteur de disquettes interne 3,5" double densité
- Capacité d'échantillonnage numérique
- Jusqu'à quatre sons personnalisés
- SMPTE (jamais déployé par Linn)

## Brochure (1984)

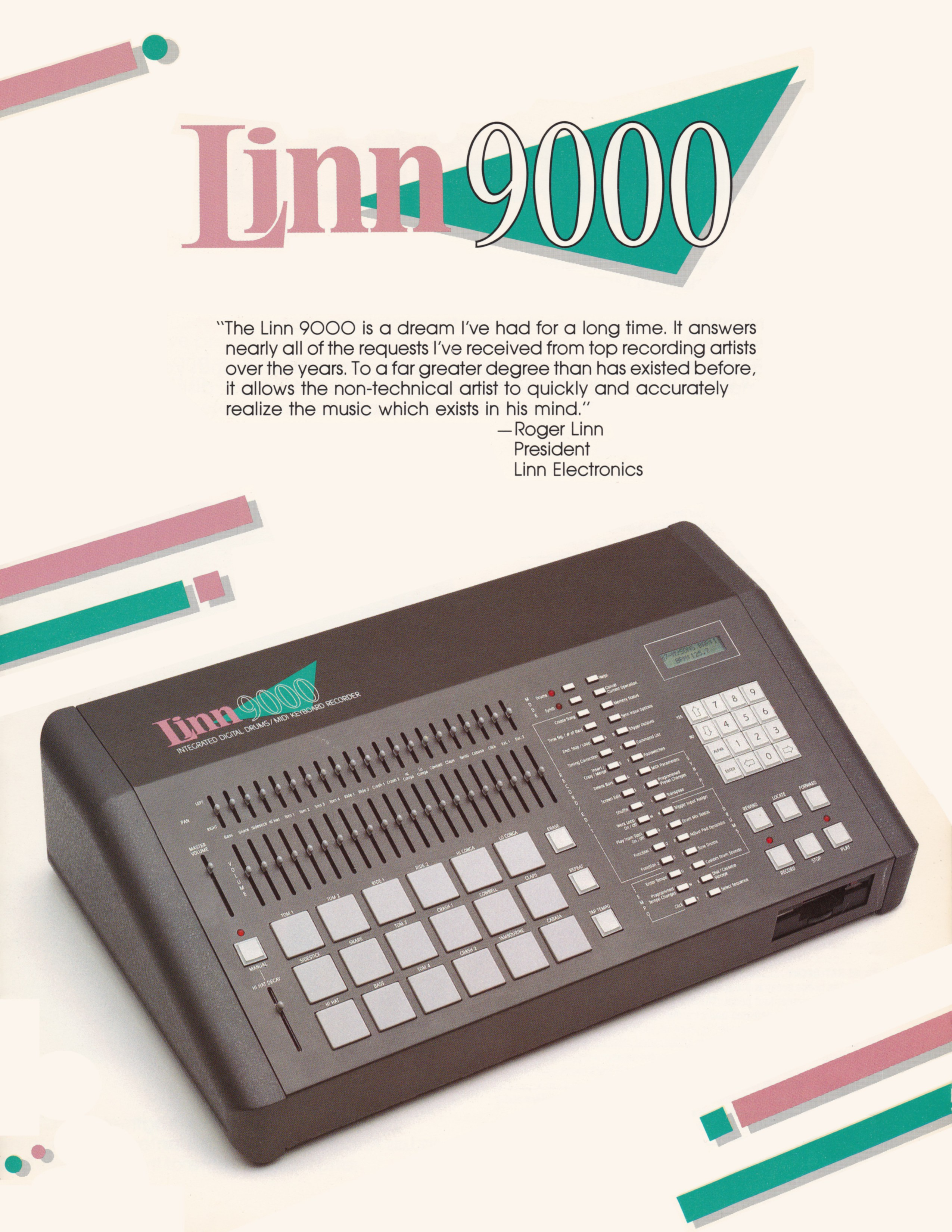
Page 1
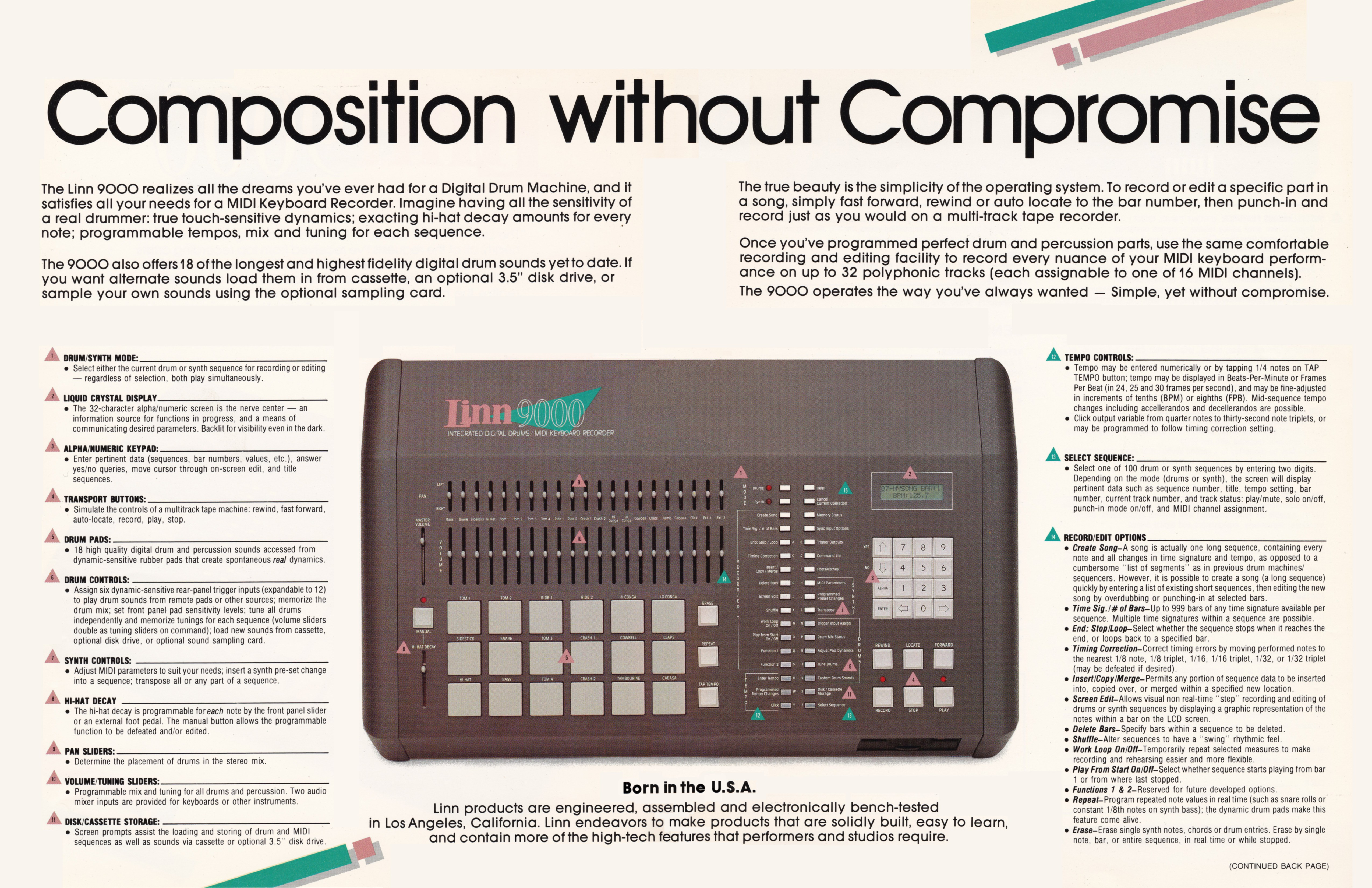
Page 2 et 3
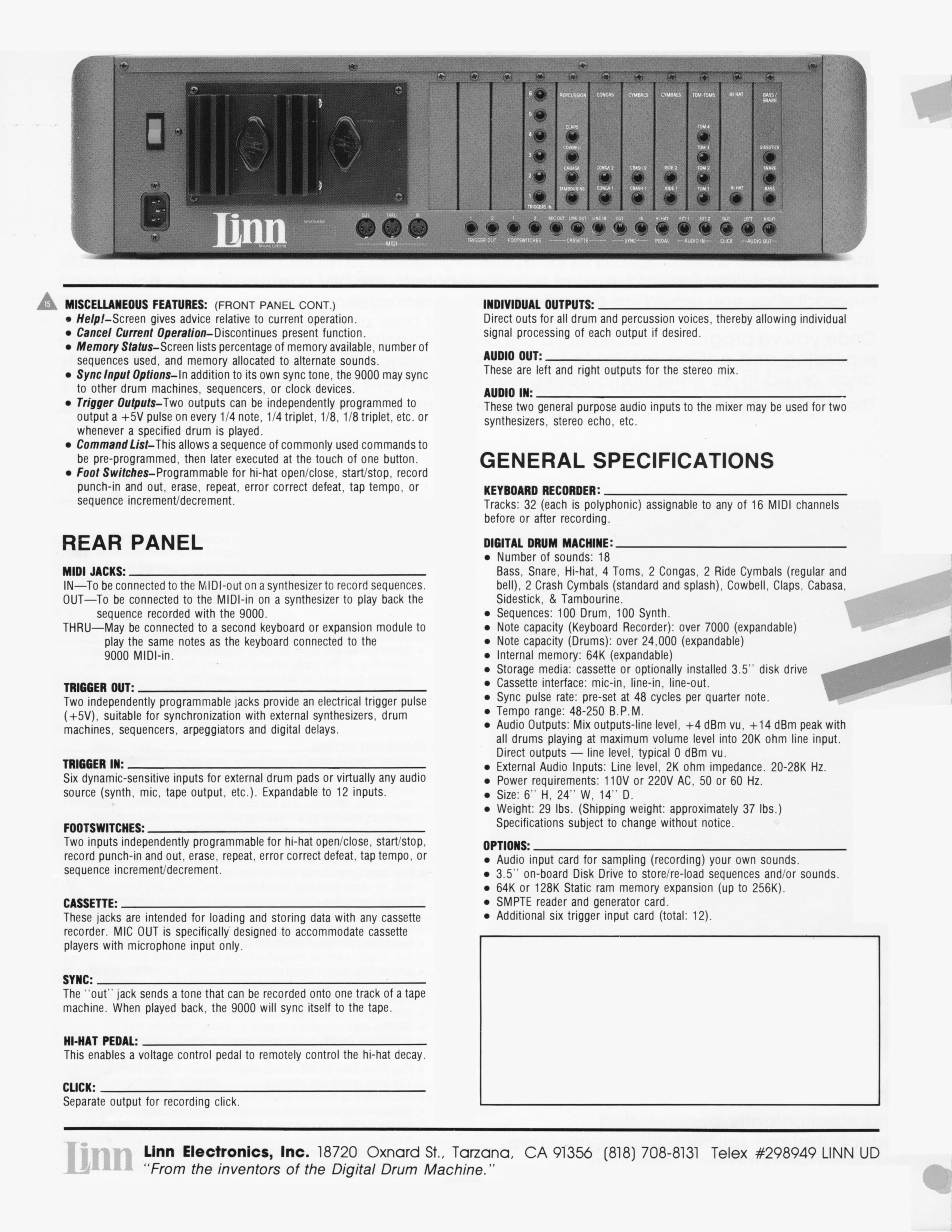
Page 4

## Architecture
Les circuits du Linn 9000 sont déployés sur une carte mère comportant 14 emplacements. Des cartes filles sont utilisées pour déployer des fonctions standard et optionnelles, avec des emplacements sur le panneau arrière ressemblant aux PC de l'époque. Elle utilise la puce CPU Intel 8088.

## Discographie
| Artiste               | Album                                                                                              | Chansons                                                                     | Année     |
| --------------------- | -------------------------------------------------------------------------------------------------- | ---------------------------------------------------------------------------- | --------- |
| Sam Fan Thomas        | Makassi Again                                                                                      | Makassi Again (à Féla défenseur de l'authenticité Africaine)                 | 1988      |
| Alan Silvestri        | OST Flight of the Navigator                                                                        | "Robot Romp"                                                                 | 1986      |
| Babyface              | |                                                                              | 1987-1994 |
| Bad Boys Blue         | Heartbeat                                                                                          | "I Wanna Hear Your Heartbeat (Sunday Girl)"                                  | 1986      |
| Chicago               | Chicago 18                                                                                         |                                                                              | 1986      |
| Cutting Crew          | Broadcast                                                                                          | "(I Just) Died in Your Arms"                                                 | 1986      |
| Eric Carmen           | OST Dirty Dancing                                                                                  | "Hungry Eyes"                                                                | 1987      |
| Earl Klugh            | Life Stories                                                                                       | "Second Chances"                                                             | 1987      |
| Earth, Wind & Fire    | Touch The World                                                                                    | "System of Survival"                                                         | 1987      |
| Fancy                 | "Bolero". "Latin Fire", "Flames Of Love"                                                           |                                                                              | 1985-1988 |
| Hall & Oates          | Ooh Yeah!                                                                                          |                                                                              | 1988      |
| George Michael        | Faith                                                                                              | "I Want Your Sex"                                                            | 1987      |
| Glenn Frey            | OST Beverly Hills Cop                                                                              | "The Heat Is On"                                                             | 1985      |
| Jean Michel Jarre     | Rendez-Vous                                                                                        | "Second Rendez-Vous"                                                         | 1986      |
| Lokassa Ya Mbongo     | Adiza                                                                                              |                                                                              | 1985      |
| Martika               | Toy Soldiers                                                                                       |                                                                              | 1989      |
| Michael Cretu         | Die Chinesische Mauer                                                                              | "Samurai"                                                                    | 1985      |
| Michael Jackson       | Bad                                                                                                | "Bad", "Man in the Mirror", "Liberian Girl"                                  | 1987      |
| Modern Talking        | The First Album                                                                                    | "You're My Heart, You're My Soul"                                            | 1985      |
| Nine Inch Nails       | Pretty Hate Machine                                                                                |                                                                              | 1989      |
| Patrick Leonard       | |                                                                              |           |
| Queen                 | "A Kind Of Magic"                                                                                  |                                                                              | 1986      |
| Rick Astley           | "Never Gonna Give You Up"                                                                          |                                                                              | 1987      |
| Russ Freeman          | Nocturnal Playground                                                                               |                                                                              | 1985      |
| The Rippingtons       | Moonlighting 1986, Kilimanjaro 1988, Tourist in Paradise 1989, Welcome to the St. James' Club 1990 |                                                                              |           |
| Sigue Sigue Sputnik   | "Love Missile F1-11"                                                                               |                                                                              | 1986      |
| Stacey Q              | "Two of Hearts"                                                                                    |                                                                              | 1986      |
| Stock Aitken Waterman | |                                                                              | 1984-1988 |
| Sandra                | The Long Play                                                                                      | "In the Heat of the Night", "(I'll Never Be) Maria Magdalena", "Little Girl" | 1985      |
| Sandra                | Mirrors                                                                                            | "Loreen", "Innocent Love" "Hi! Hi! Hi!"                                      | 1986      |
| Vince DiCola          | Rocky IV OST                                                                                       |                                                                              | 1985      |